# Mutua Madrid Open 2019
Die Mutua Madrid Open 2019 bezeichneten sowohl ein Tennisturnier der WTA Tour 2019 für Damen als auch ein Tennisturnier der ATP Tour 2019 für Herren. Beide Turniere fanden zeitgleich vom 4. bis 12. Mai 2019 in der Caja Mágica in Madrid statt.

## Ergebnisse

### Herren
→ Qualifikation: Mutua Madrid Open 2019/Herren/Qualifikation

### Damen
→ Qualifikation: Mutua Madrid Open 2019/Damen/Qualifikation